# Ronald Haworth
Ronald Haworth (sinh ngày 10 tháng 3 năm 1901 – tháng 10 năm 1973) là một cầu thủ bóng đá người Anh. Ông thường thi đấu ở vị trí tiền đạo. Ông sinh ra ở Lower Darwen, Lancashire, thi đấu cho Manchester United, Hull City, và Darwen.